# Live... With a Little Help from Our Friends
Live...With a Little Help for My Friend è un album dal vivo del gruppo rock Gov't Mule, pubblicato nel 1999, registrato ad Atlanta in occasione del concerto di Capodanno.
La produzione è composta da 4 CD, e presenta cover di alcune delle loro band preferite: Free, Black Sabbath, Little Feat, Traffic.

## Tracce
CD1
1. Wandering Child - 6:06
2. Thorazine Shuffle - 6:13
3. Bad Little Doggie - 3:48
4. Dolphineus - 5:27
5. No Need to Suffer - 8:22
6. War Pigs - 6:58 (Black Sabbath)
7. 30 Days in the Hole - 6:59 (Humble Pie)
8. Mr Big - 4:57 (Free)
9. The Hunter - 5:55 (Albert King)

CD2
1. Gambler's Roll - 13:46
2. Look On Yonder Wall - 6:13 (Elmore James)
3. 32-20 Blues - 9:36 (Robert Johnson)
4. I Shall Return - 9:36
5. Soulshine - 8:22
6. Mule - 6:58

CD3
1. "Spanish Moon" (Little Feat) – 20:10
2. "Sad and Deep as You" (Traffic) – 13:56
3. "Third Stone from the Sun" (Jimi Hendrix Experience) – 16:57
4. "Devil Likes It Slow" – 10:38
5. "Cortez the Killer" (Neil Young) – 14:13

CD4
1. "Afro-Blue" (Ramon Santamaria) – 29:30
2. "Pygmy Twylyte" (Frank Zappa) – 5:16

## Formazione

### Membri ufficiali
- Warren Haynes - voce, chitarra
- Marc Ford - chitarra
- Matt Abts - batteria
- Allen Woody - basso

### Ospiti
- Chuck Leavell – tastiera
- Derek Trucks – chitarra
- Bernie Worrell – tastiera
- Jimmy Herring – chitarra